# 릴피비린
Edurant 및 Rekambys라는 브랜드명으로 판매되는 릴피비린(Rilpivirine)은 Tibotec에서 개발한 약물로 HIV 치료에 사용된다. 에파비렌즈와 같은 구형 NNRTI에 비해 더 높은 효능, 더 긴 반감기 및 감소된 부작용 등을 가진 2세대 비뉴클레오시드 역전사효소 억제제 (Non-nucleoside reverse transcriptase inhibitor, NNRTI)이다.

## 의학적 사용
미국에서 릴피비린은 바이러스 부하(viral load)가 100,000 copies/mL 이하인 치료 경험이없는 환자나 치료를 거의 하지 않은 환자들에게서 승인되었다. HIV에 대항하는 다른 약물과 결합해져야한다.
유럽 연합에서 릴피비린은 현재의 항레트로 바이러스 치료법으로 혈액 내 HIV 수치가 검출되지 않는 (바이러스양이 50copies/ml 미만) 인 성인의 유지 치료를 위해나 바이러스가 NNRTIs 그리고 INIs(integrase strand transfer inhibitors)와 같은 항 HIV 약물계열에 대한 저항이 없을 때, 카보테그라비르(cabotegravir)와 병용 승인을 받았다.

### 이용가능한 제형
릴피비린은 정제(브랜드 이름 Edurant)와 장기간의 지속 근육주사로 제공되며 매달 혹은 2개월에 한 번 (Rekambys) 투여된다. 주사를 사용하기 전에 약 4주 동안 내약성을 평가하기 위해 정제를 투여한다.

## 금기사항 및 약물상호작용
이 약물은  카르바마제핀,  페니토인, 리팜피신 및 St John 's wort와 같은 간 효소 CYP3A4를 유도하는 약물과 함께 사용하는 것이 금지되어 있다. 이러한 약물들은 릴피비린의 분해를 가속화하여 혈장 농도를 감소시키고 잠재적으로 유효성 및 저항성을 상실 할 수 있다. 이들 약물 중 일부는 또한 효소 UGT1A1을 유도하여 카보테그라비르(cabotegravir)의 혈장 농도를 감소시켜, 이 병용 요법의 효과를 더욱 저하시킨다.
또한 위 pH가 증가하면 장에서 릴피비린 흡수가 감소하여 CYP3A4 유도제와 유사한 결과를 가져 오기 때문에 양성자 펌프 억제제와 함께 사용하는 것은 금기이다.

## 부작용
주사용 제제의 가장 흔한 부작용은 통증 및 부기, 두통 (최대 12 %) 및 발열 또는 열감(10 %)과 같은 주사 부위 (환자의 84 %까지)에서의 반응이다. 덜 일반적(10 % 미만) 부작용은 우울 장애, 불면증 및 발진이다. 가장 흔한 부작용으로는 우울증(4.1 %), 두통(3.5 %), 불면증(3.5 %), 발진(2.3 %) 등이 있다. 이러한 모든 부작용은 릴피비린과 다른 HIV 약물(한가지 이상)의 병용 요법에서 발생했다.
심장 리듬의 QT 연장은 매우 높은 릴피비린 용량에서 관찰되었지만, 표준 용량의 약물에서는 임상적으로 관련이 없다.

## 약리학

### 작용기전
릴피비린은 비뉴클레오사이드 역전사효소 억제제이다.(NNRTI)

### 약동학
경구 복용시 릴피비린은 약 4~5 시간 후에 혈장에서 가장 높은 수치에 도달한다. 음식없이 약물을 복용하면 임상적으로 약물상호작용이 일어나는 음식과 함께 복용하는 것보다 혈장 수치가 40 % 낮아진다. 따라서 환자는 식사와 함께 약을 복용하는 것이 좋다. 근육에 주사 한 후 약물은 3-4 일 후에 가장 높은 혈장 수치에 도달하게 된다.
적용 방식에 관계없이, 릴피비린은 혈장 단백질(99.7 %), 대부분 알부민에 거의 완전히 결합된다. 주로 간 효소 CYP3A4에 의해 대사된다. 대사 산물에는 여러 산화 생성물, 글루쿠로나이드(glucuronides) 및 산화된 대사 산물의 글루쿠로나이드가 포함된다. 생물학적 반감기는 정제의 경우 약 45시간이고 주사의 경우 13~28 주이다.
제거는 경구 투여에 대해서만 연구되었다. 대부분의 약물은 대변을 통해(85 %), 부분적으로 변형되지 않은 형태(25 %), 부분적으로 대사 산물 형태 (60 %)로 배설된다. 소량은 소변을 통해(6 %) 배설되며, 거의 대부분 대사산물로 배출된다.

산화 효소 CYP3A4(및 CYP3A5) 및 글루쿠로니드화 효소 UGT1A1을 포함하는 여러 대사 경로 중 하나이다.

## 고정 용량 조합
릴피비린과 엠트리시타빈 및 테노포비르디소프록(TDF)을 결합한 고정용량약물은 2011년 8월 미국 식품의약국(FDA)에서 Complera라는 브랜드명으로 승인되었으며 유럽 연합에서 Eviplera라는 브랜드명으로 사용하도록 승인되었다.
릴피비린과 엠트리시타빈 및 테노포비르 알라페나미드(TAF)를 결합한 고정용량약품이 2016년 3월 미국에서 Odefsey라는 브랜드명으로 사용이 승인되었다.
2021년 1월, 미국식품의약국(FDA)은 안정적인 항레트로바이러스 요법에서 바이러스학적으로 억제된 사람들의 현재 항레트로바이러스 요법을 치료 실패이력이 없으며 카보테그라비르 또는 릴피비린에 대한 알려진 또는 의심되는 내성이 없는 성인의 HIV-1 감염 치료에 대해 카보테그라비르/릴피비린 (상품명 Cabenuva)을 승인했다. 이는 HIV에 감염된 성인을 위한 FDA 승인을 받은 한 달에 한 번 투여되는 최초의 완전한 주사 요법이다. 릴피비린 정제의 라벨은 카보테그라비르(cabotegravir)와 함께 사용하기 위한 경구 도입 권장 사항을 반영하도록 수정되었다.

## 화학적 성질
2008년에 승인된 2세대 NNRTI인 에트라비린과 마찬가지로 릴피비린은  디아릴피리미딘(diarylpyrimidine, DAPY)이다.
정제에는 릴피비린 염산염이 포함되어 있으며, 주사에는 유리 릴피비린이 포함되어 있다.

## 역사
Rilpivirine은 2008년 4월 임상 3상 시험에 들어갔고, 2011년 5월 Edurant라는 브랜드로 미국에서 사용이 승인되었다.
2020년 10월 15일, 유럽의약국(EMA)의 인체용 의약품위원회(CHMP)는 라카보테그라비르 주사와 병행해서 면역 결핍 바이러스 1 형(HIV-1) 감염의 치료를 위한 약물인 Rekambys라는 상품명의 릴피비린의 판매허가 해달라는 것에 대해 긍정적인 의견을 채택하였다. 2020년 12월에 유럽 연합에서 의료용으로 승인되었다. 두 의약품은 장기간 지속되는 주사용 제제로 제공되는 최초의 항레트로 바이러스제이다. 즉, 매일 복용하는 약 대신 매월 또는 2 개월마다 근육 주사를 맞는다.